# Eucereon atratum
Eucereon atratum là một loài bướm đêm thuộc phân họ Arctiinae, họ Erebidae.